# Statul Federal al Austriei
Statul Federal al Austriei (în germană Bundesstaat Österreich) se referă la Austria între 1934 și 1938, condusă de Frontul Patriei, de orientare clerico-fascistă. Conceptul propagandistic de Ständestaat (derivat din Stände, "stări", „corporații”), susținut de fruntașii regimului, precum Engelbert Dollfuss și Kurt Schuschnigg, cuprindea un sistem de guvernare autoritar, cu o notă distinctă catolică.Constituția din Mai a cancelarului Engelbert Dollfuss a marcat introducerea fascismului de rit austriac (austrofascism) și înlocuirea Primei Republici Austriece cu Statul Federal Austriac.